# Edwardsina
Edwardsina é um género de dípteros da família Blepharoceridae.
Este género contém as seguintes espécies:
- Edwardsina gigantea
- Edwardsina tasmaniensis